# サーモン (SS-182)
サーモン (USS Salmon, SS-182) は、アメリカ海軍の潜水艦。サーモン級潜水艦の一隻。艦名はサケに因んで命名された。その名を持つ艦としてはD級潜水艦3番艦D-3 (SS-19)の就役時の艦名以来2隻目。
なお、退役から11年後にセイルフィッシュ級潜水艦2番艦として3代目サーモン (SSR-573)が就役している。

## 艦歴
サーモンは1936年4月15日にコネチカット州グロトンのエレクトリック・ボート社で起工した。1937年6月12日にヘスター・ラニングによって命名、進水し、1938年3月15日に艦長M・M・スティーヴンズ少佐の指揮下就役する。
西インド諸島からノバスコシア州までの大西洋岸沿いに整調訓練および公試を行い、サーモンはニューハンプシャー州ポーツマスで第6潜水戦隊第15分艦隊に加わった。艦隊の旗艦としてサーモンは大西洋岸沿いに作戦活動を行い、部隊は1939年末に西海岸のサンディエゴに移動、姉妹艦のスナッパー (USS Snapper, SS-185) が新たな旗艦となった。
サーモンは1940年から1941年の大半を西海岸沿いに活動し、1941年後半に部隊および母艦のホーランド (USS Holland, AS-3) と共にアジアステーションに移動した。11月18日にホーランド、サーモン、ソードフィッシュ (USS Swordfish, SS-193)、スタージョン (USS Sturgeon, SS-187) 、スキップジャック (USS Skipjack, SS-184) はマニラに到着、アジア艦隊第21潜水分艦隊を形成し、日本の進出により緊張の高まる中フィリピンの防衛を担当した。ユージン・B・マッキンリー艦長（アナポリス1927年組）の指揮下、サーモンはマニラを拠点として、ルソン島西岸沿いに哨戒を行う。12月7日に日本軍による真珠湾攻撃が行われ、サーモンは11月27日以来、待機および監視体制のまま防衛配備に就いていたが、開戦と同時に直ちに戦時哨戒に切り替えることとなり、一度マニラに帰投した。

### 第1、第2の哨戒 1941年12月 - 1942年3月
12月20日、サーモンは最初の哨戒でフィリピン沿岸部に向かった。12月22日から23日にかけての夜、サーモンはリンガエン湾で浮上中に2隻の日本の駆逐艦、皐月と水無月と遭遇し、これを攻撃した。魚雷を放射状に発射することで両方の目標に損傷を与えたと判断され、敵艦はコースを反対方向に変えていったと報告した。当の皐月は爆雷攻撃で対抗した。その後サーモンはスコールの中に隠れ、敵との接触を回避した。1942年に入ってサーモンは南へ移動。ダバオ湾およびミンダナオ島の南端で活動し、続いてモルッカ諸島のブル島とセラム島の間にあるマニパ海峡に移動した。2月に入ってからは、サーモンはフローレス海、次いでティモール島の北方からスンダ列島のロンボク海峡を哨戒した。2月13日、サーモンは55日間の行動を終えてジャワ島南岸のチラチャップに帰投した。
2月18日の日本軍によるバリ飛行場の占拠、および2月20日のバリ島沖海戦での米英蘭豪軍の敗北で、スラバヤの米英蘭豪総司令部の基地は放棄を余儀なくされ、チラチャップは危機にさらされた。潜水母艦ホーランドは2月20日にその拠点をオーストラリアのエクスマウス湾に退却することとなった。
2月20日、サーモンは2回目の哨戒でジャワ海に向かった。セパンジャンとバウェアン島の真西の海域を哨戒。2月24日、サーモンは大型船と駆逐艦を発見したものの、爆雷攻撃に阻まれて目標に上手く近接する事ができず、攻撃は不徹底なものとなった。翌2月25日にも単独航行中の大型船を発見し、複数回雷撃を行ったが目標は高速に物を言わせて去っていった。3月2日未明、サーモンは別の単独航行の大型船を発見し、魚雷を4本発射したが命中しなかった。その5時間後、今度は3隻の輸送船を発見したが駆逐艦に阻まれ、2発の爆雷によって退散させられた。日没後、2隻の輸送船と2隻の駆逐艦を発見して接近していったものの、またもや駆逐艦の爆雷攻撃に阻止され、攻撃できなかった。3月5日には香取型練習巡洋艦と思しき艦艇に対して魚雷を発射したが、命中しなかった。3月23日、サーモンは31日間の行動を終えてフリーマントルに帰投した。

### 第3、第4、第5の哨戒 1942年5月 - 12月

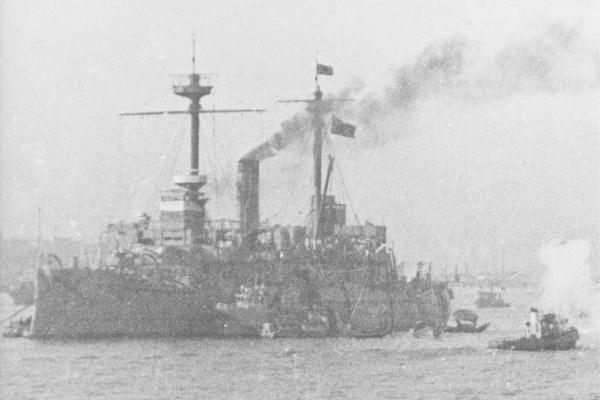
工作艦朝日（1938年）

5月3日、サーモンは3回目の哨戒で南シナ海およびインドシナ半島方面に向かった。初めはジャワ島南岸に沿って哨戒し、日本船団の迎撃を行った。その後、5月17日から19日にかけてシブツ水道とバラバク海峡を通過して南シナ海に入った。5月25日夜、サーモンはカムラン湾南東で工作艦朝日に対して雷撃を行い、これを撃沈した。サーモンは朝日を軽巡洋艦夕張だと判断していた。3日後の5月28日夜には、平時と変わらずサイゴン航路に就航していた貨客船がんぢす丸（大阪商船、4,382トン）に魚雷を2本命中させて撃沈した。6月24日、サーモンは49日間の行動を終えてフリーマントルに帰投した。
7月21日、サーモンは4回目の哨戒で南シナ海に向かった。ロンボク海峡とマカッサル海峡、シブツ水道を経てスールー海を通過し、バラバク海峡を経由して、北ボルネオとフィリピンのパラワン州間の哨戒海域に到着した。この哨戒の間でのサーモンの攻撃は8月7日に唯一行われたのみで戦果を挙げることはできなかったが、近辺の姉妹艦へ数多くの敵艦の観測および報告を通知した。9月8日、サーモンは49日間の行動を終えてフリーマントルに帰投した。
10月10日、サーモンは5回目の哨戒でルソン島方面、コレヒドール島沖およびスービック湾口に向かった。11月10日の夜、サーモンはスービック湾の近くを移動する大型サンパンに対して警告を行う。船は警告を無視した後停船を命じられ、サーモンは船首に砲撃を行った。その後検査を行うためサーモンはサンパンに接近したが、サンパンは甲板室に旭日旗を掲示しており、乗組員は反対側から積み荷を投棄しようとしていた。サーモンの乗員は50口径機銃で銃撃を行った。サンパンは停止しサーモンの乗員が乗船したが、日本兵は反対側から海に飛び込んだ後であった。彼らは文書や無線機、その他の指令書を廃棄しサンパンを炎上させた。サーモンが離れると共に、敵船は爆発し沈没した。11月17日、サーモンはマニラ湾入り口でマニラに入りつつあった第726船団を発見し、攻撃のため移動した。それぞれの船に対して雷撃を行い、2隻のタンカーに損傷を与えたと判断され、もう1隻の貨物船おれごん丸（川崎汽船、5,873トン）を撃沈した。12月7日、サーモンは58日間の行動を終えて真珠湾に帰投。翌12月8日にメア・アイランド海軍造船所に向けて出航し、13日に到着。改修作業のため1943年3月30日まで同所に留まった。改修には新型レーダーの装備および20ミリ機銃の装着、艦橋形状の改修等が含まれた。作業完了後、1943年4月8日に真珠湾に戻った。この間に、艦長がニコラス・J・ニコラス少佐（アナポリス1932年組）に代わった。

### 第6、第7の哨戒 1943年4月 - 8月

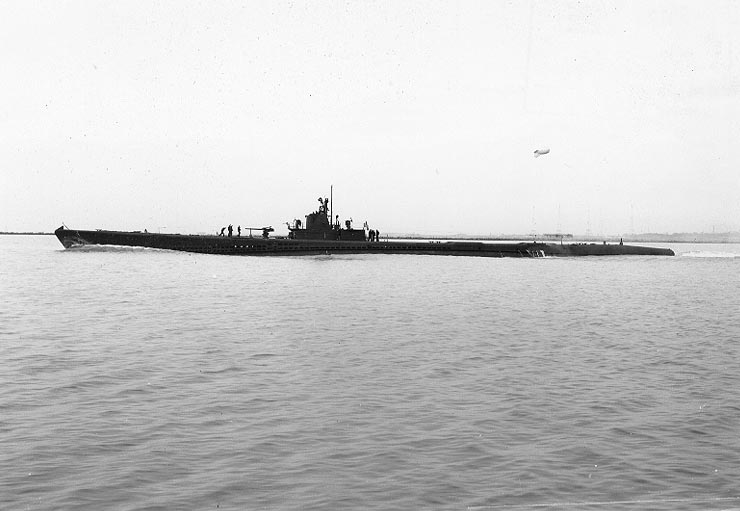
改修後のサーモン（1943年3月22日）

4月29日、サーモンは6回目の哨戒で日本近海に向かった。サーモンはミッドウェー島経由で本州沖、八丈島、梶取崎、大島方面で哨戒。6月3日、サーモンは2隻の貨物船を攻撃して損傷を与えたと判断された。6月8日から11日にかけてはトリガー (USS Trigger, SS-237) 、スカルピン (USS Sculpin, SS-191) とともに特別任務に従事し、空母部隊を追いかけた。トリガーが6月10日に迎撃に成功し空母飛鷹を撃破したが、サーモンとスカルピンは出番がなかった。6月19日、サーモンは51日間の行動を終えてミッドウェー島に帰投した。
7月17日、サーモンは7回目の哨戒で日本近海に向かった。千島列島および幌筵島方面を哨戒。これらは、アリューシャン列島の補給航路を切断するための海域設定だった。8月7日、北緯45度53分 東経143度30分 / 北緯45.883度 東経143.500度の中知床岬沖で陸軍船めるぼるん丸（大阪商船、5,420トン）に対して魚雷を4本発射するも回避される。翌8月8日夜にも北緯46度30分 東経144度50分 / 北緯46.500度 東経144.833度の地点で特設砲艦第二号新興丸（東亜海運、2,577トン）に対して魚雷を発射したが、これもまた回避された。8月9日は駆逐艦のものらしいマストを発見して攻撃を回避する。8月10日、サーモンは北緯40度55分 東経143度50分 / 北緯40.917度 東経143.833度の樺太愛郎岬沖で貨物船和歌浦丸（日本水産、2,420トン）を撃沈した。8月25日、サーモンは40日間の行動を終えて真珠湾に帰投した。

### 第8、第9、第10の哨戒 1943年9月 - 1944年5月
9月27日、サーモンは8回目の哨戒で日本近海および千島列島方面に向かった。サーモンはこの哨戒で、10月15日と28日、29日の三度にわたって攻撃機会を得て、そのうち2隻の貨物船に対して損傷を与えたと報告した。10月29日の攻撃は貨物船長田丸（日本郵船、2,969トン）と貨物船永保丸（北海船舶、741トン）に対してものであり、長田丸に魚雷を命中させたものの不発で仕留め切れず、時間を置いて再度長田丸に対して攻撃を行ったものの回避された。11月17日、サーモンは51日間の行動を終えて真珠湾に帰投した。
12月15日、サーモンは9回目の哨戒で日本近海に向かった。1944年1月22日、サーモンは北緯29度33分 東経141度02分 / 北緯29.550度 東経141.033度の地点で輸送船団を発見して1隻のタンカーに対して攻撃を行い、損傷を与えたと報告した。2月25日、サーモンは59日間の行動を終えて真珠湾に帰投。艦長がハーリー・K・ナウマン中佐（アナポリス1934年組）に代わった。
4月1日、サーモンは10回目の哨戒でパラオ方面に向かった。途中、ジョンストン島でシードラゴン (USS Seadragon, SS-194) と合流した。サーモンは、カロリン諸島攻略作戦の準備を支援するための特別任務、写真撮影による偵察が命じられていた。4月15日から20日にかけてウルシー環礁を、22日から26日まではヤップ島、28日から5月9日までウォレアイ環礁を偵察した。サーモンの収集した貴重な情報は攻撃計画の最終段階における変更に活用された。4月27日には、小型貨物船に対して魚雷を3本発射したが、命中しなかった。5月6日にも哨戒艇に対して魚雷を発射したが、これも成功しなかった。5月21日、サーモンは51日間の行動を終えて真珠湾に帰投。メア・アイランド海軍造船所に回航され、2度目のオーバーホールに入った。

### 第11の哨戒 1944年9月 - 11月

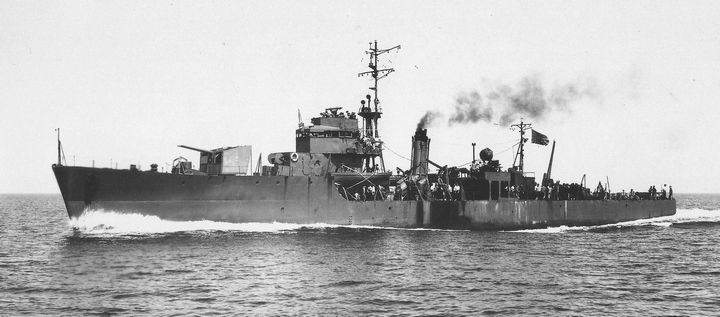
第22号海防艦

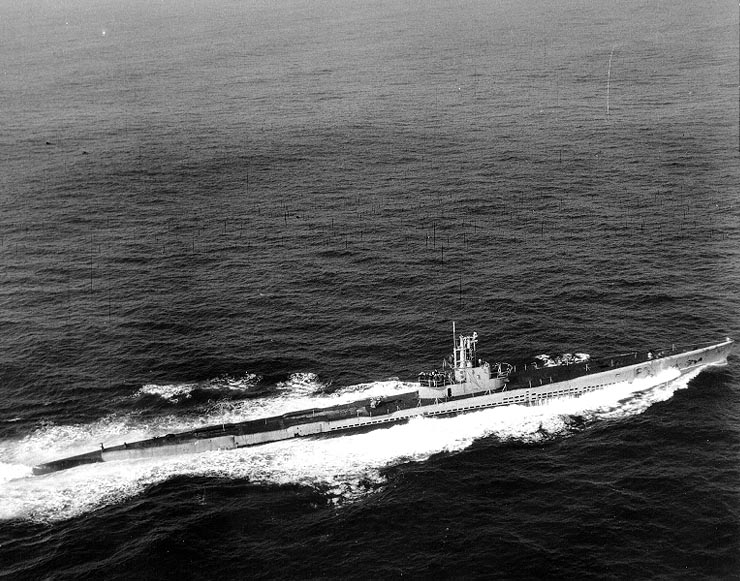
損傷復旧後、訓練艦として供用中のサーモン（1945年2月）

9月24日、サーモンは11回目の哨戒でトリガーおよびスターレット (USS Sterlet, SS-392) とウルフパックを構成し南西諸島方面に向かった。10月30日、僚艦トリガーは都井岬沖で小沢治三郎中将率いる機動部隊本隊に対する補給部隊を発見し、タンカーたかね丸（日本海運、10,021トン）に魚雷を2本命中させた。たかね丸は航行不能に陥り、トリガーは爆雷攻撃を受けて援護を求めつつ退散した。次に攻撃をしたのがサーモンで、サーモンは魚雷を4本発射し、2本をたかね丸に命中させた。しかし、サーモンもまた護衛艦による激しい爆雷攻撃のため深く潜航することを強いられた。深度300フィート（90メートル）で水平となったが、損傷および追加の爆雷攻撃ですぐに500フィート（150メートル）まで潜航することとなった。漏水と深度の維持をコントロールできなくなり、ナウマン中佐はサーモンを浮上させて戦闘を行うことを決定した。
一方、現場でたかね丸乗員を収容していた第22号海防艦は、北緯30度25分 東経133度00分 / 北緯30.417度 東経133.000度の地点で艦首方向に浮上潜水艦、すなわちサーモンを発見。全速で追いかけた。サーモンが15度傾いてエンジンも完全ではなかったにもかかわらず、過去にサム・ディーレイ艦長のハーダー (USS Harder, SS-257) を仕留めたことのある第22号海防艦は慎重で、状況を判断するまで短時間その距離を維持した。サーモンの乗員にとっては、艦の傾斜を修正し数カ所の損傷を修理するための貴重な時間稼ぎとなった。第22号海防艦からの報を受けて、第33号海防艦も助太刀で向かいつつあった。
23時ごろ、サーモンは一時の雨の中で反転し、4インチ砲や20ミリ機銃、その他保持している火器を持ち出した上で第22号海防艦との間を詰めていった。第22号海防艦も12センチ高角砲や25ミリ機銃を構えて接近していった。サーモンと第22号海防艦は500メートルもない至近距離で派手な砲撃戦、銃撃戦を展開。第22号海防艦の方が乾舷が高いので、よく被弾した。また、サーモンの20ミリ機銃と小口径機銃の射撃で第22号海防艦の乗員4名が戦死し、24名が負傷した。艦橋部分も激しく被弾し、指揮系統は大いに乱れた。この時になって第33号海防艦が追いつき、挟撃態勢に持ち込んだ。サーモンは第33号海防艦にも砲撃を行いつつ友軍潜水艦に対して戦闘位置を連絡し、スコールを利用して燃料を流しつつ戦場を離脱した。サーモンは4インチ砲弾57発、20ミリ機銃弾460発、小口径機銃弾7,300発を発射して応戦したが、その代わりに爆雷による損傷以外に、海防艦から砲撃で船体の117箇所の部位に少なからぬ損傷を負っていた。サーモンはスターレット、トリガーおよびシルバーサイズ (USS Silversides, SS-236) によって護衛されて後退していった。11月3日、サーモンは38日間の行動を終えてサイパン島に帰投。タナパグ湾で潜水母艦フルトン (USS Fulton, AS-11) の横に停泊した。
トリガーとサーモンが魚雷を命中させたたかね丸は、最終的にスターレットが止めを刺した。第22号海防艦は艦首が大きく沈み、排水作業を行いつつ11月1日に呉に帰投。右舷側にはサーモンとの激戦の痕を示す無数の弾痕が残された。第22号海防艦はこの後も船団護衛などに従事しつつ、無事に終戦を迎えた。

### その後
11月10日、サーモンはホーランドと共にサイパンを出航し、エニウェトク環礁および真珠湾を経由してサンフランシスコに向かった。1945年1月26日にサンフランシスコを、これも12月19日に空母雲龍撃沈後の反撃で大きく損傷を受けたレッドフィッシュ (USS Redfish, SS-395) と共に出航し、パナマ運河を経由して2月17日にニューハンプシャー州ポーツマスに到着した。
ポーツマス海軍工廠での修理およびオーバーホール後、サーモンは大西洋艦隊の訓練艦として配属された。サーモンは1945年9月24日に退役し、10月11日に除籍、1946年4月4日にスクラップとして廃棄された。
サーモンは11回目の哨戒における敵艦に対する英雄的行動によって殊勲部隊章を授与された。また、第二次世界大戦のアジア・太平洋海域における戦功で9個の従軍星章を受章した。サーモンは共同戦果のたかね丸を含む13の戦果を記録した。